# Sen Anlat Karadeniz
Sen Anlat Karadeniz est une série télévisée turque en 64 épisodes de 120 minutes diffusée entre le 24 janvier 2018 et le 13 novembre 2019 sur la chaîne atv.
Cette série est inédite dans tous les pays francophones.

## Synopsis
Au cours de son adolescence, Nefes a été vendue comme esclave à un homme d’affaires appelé Vedat. Après avoir été victime de violences de la part de son ravisseur pendant des années, elle a tenté sans succès de s'évader avec son fils. Lorsque l'homme d'affaires Mustafa Kaleli et sa famille, originaires de la région de la mer Noire, se rendent chez Vedat, le frère cadet de Mustafa, Tahir, réalise que Nefes est victime de violence domestique. Malheureusement, il ne peut rien faire pour l'aider. Cependant, Nefes et son fils s'échappent de la maison cette nuit-là et se cachent dans la camionnette du Kaleli. Ce vol incitera Tahir à se lancer dans une bataille dangereuse pour les sauver.

## Distribution
- Ulaş Tuna Astepe (tr) : Tahir Kaleli
- İrem Helvacıoğlu (tr) : Nefes Zorlu
- Mehmet Ali Nuroğlu (tr) : Vedat Sayar
- Gözde Kansu (tr) : Eyşan Sayar
- Sinan Tuzcu (tr) : Mustafa Kaleli
- Öykü Gürman (tr) : Asiye Kaleli
- Nurşim Demir : Saniye Kaleli
- Sait Genay (tr) : Osman Hopalı
- Hilmi Özçelik : Cemil Dağdeviren
- Cem Kenar : Murat Kaleli
- Belfu Benian : Mercan Dağdeviren
- Nalan Kuruçim (tr) : Türkan Dağdeviren
- Furkan Aksoy : Fatih Kaleli
- Çağla Özavcı : Nazar Dağdeviren
- Emre Ön : İdris
- Faruk Acar : Necip
- Pala Dayı : Davut
- Şendoğan Öksüz : Cemal Reis
- Demir Birinci : Yiğit Sayar
- Dila Aktaş : Balım Kaleli
- Senem Göktürk : Nuran
- Dilek Denizdelen : Naciye
- Duygu Üstünbaş : Esma Hopalı

## Diffusion
- atv (2018)
- Pink BH (2018)
- Nova M (2018)
- Imagen Televisión (2019)
- Canal 13 (2019)
- Nova (2019)
- Canal 1 (2019)